# 左別伊蘇若克河
左別伊蘇若克河是俄羅斯的河流，由克拉斯諾達爾邊疆區負責管轄，屬於別伊蘇格河的左支流，河道全長161公里，流域面積1,890平方公里，每年十二月至翌年三月結冰。